# Paligrace
Paligrace (en serbe cyrillique : Палиграце) est un village de Serbie situé dans la municipalité de Crveni krst et sur le territoire de la ville de Niš, district de Nišava. Au recensement de 2011, il comptait 265 habitants.

## Démographie

### Évolution historique de la population
| 1948 | 1953 | 1961 | 1971 | 1981 | 1991 | 2002 | 2011 |
| ---- | ---- | ---- | ---- | ---- | ---- | ---- | ---- |
| 742  | 772  | 726  | 616  | 527  | 422  | 353  | 265  |

|  |